# Charlie Walsh
David Barry Vivian "Charlie" Walsh (né le 23 mars 1941) est un coureur cycliste et entraîneur australien. Il est l'entraîneur national de cyclisme le plus titré de son pays, malgré des méthodes de management très controversées.

## Biographie

### Carrière d'athlète
Charlie Walsh est un cycliste professionnel de 1963 à 1978. Il participe à douze courses de six jours sur piste, et en gagne deux : Adélaïde en 1967 (avec Sydney Patterson)
et Whyalla en 1968 (avec Keith Oliver). En 1969, il remporte la plus ancienne course au monde, l'Austral Wheel Race.

### Activités en tant qu'entraîneur
En 1980, il devient entraîneur national à l'Australian Institute of Sport (AIS) et travaille en tant que tel jusqu'en 2000. Durant ces deux décennies, les coureurs australiens remportent un total de 78 médailles d'or (7 olympiques, 35 aux championnats du monde et 36 aux Jeux du Commonwealth), 50 médailles d'argent (11 olympiques, 20 mondiales et 19 aux Jeux du Commonwealth) et 51 de bronze (16 olympiques, 27 mondiales et 8 aux Jeux du Commonwealth). Les athlètes qu'il a encadré ont établi 44 records, douze records olympiques, 10 aux championnats du monde et 22 aux Jeux du Commonwealth.
Un fait important du travail de Walsh est de remporter la médaille d’or sur piste en poursuite par équipes aux Jeux olympiques de 1984 à Los Angeles. C'est la première médaille d'or olympique en cyclisme pour l'Australie depuis 1956. L'équipe courrait alors sur des vélos conventionnels alors que ses adversaires montaient des vélos de style révolutionnaire. La victoire a largement contribué à faire mieux connaître le cyclisme en Australie.
Après les Jeux olympiques de 2000 à Sydney, il démissionne de son poste d'entraîneur national. Plus tard, il donne pour motif sa « frustration » en raison du problème du dopage dans le cyclisme.

### Honneurs
En 1982 et 1984, il est nommé entraîneur cycliste de l'année en Australie. En 1993 et 1995, il est élu à la fois entraîneur individuel de l'année et entraîneur d'équipe de l'année. En 1987, il reçoit la médaille de l'ordre d'Australie.
En 1992, il fait son entrée dans le Sport Australia Hall of Fame et en 2015 dans le Cycling Australia Hall of Fame.

### Controverses
Malgré ses résultats et ses honneurs, Walsh a une carrière controversée en tant qu'entraîneur. Il a pour habitude de sélectionner uniquement les coureurs qu'il entraîne. Ainsi, pour la championne olympique sur route en 1992, Kathy Watt, le climat dans l'équipe nationale sous Walsh était très compliqué : « C'était très masculin, très chauvin. Charlie Walsh était contre quiconque n'étant pas dans le système ». Watt a vu un rapport rédigé par des psychologues du sport, utilisant souvent les mots "subordonné" et "soumis" pour décrire l'atmosphère de l'équipe nationale. Elle a même mis fin à sa carrière de cycliste à cause de Walsh en 2000, manquant les Jeux olympiques de 2000 disputées à domicile. Walsh ayant démissionné de son poste d'entraîneur, elle décide de faire son retour en 2003.
En 1998, le coureur australo-belge Matthew Gilmore décide de commencer à courir pour la Belgique, car il ne souhaite pas passer sous l'aile de Walsh et n'est donc pas sélectionné pour les compétitions internationales.
En 2014, le champion olympique de 1988, Scott McGrory, publie un article critique sur la manière dont Walsh s'occupe des coureurs. Il l'accuse « d'entraîner par peur du licenciement ». Il y a une atmosphère de sélection sans pitié sous Walsh. L'ancien coureur Baden Cooke a déclaré : « Il a essayé de m'écraser en tant que personne. J'ai eu de la chance d'être l'un des gars qui est sorti plus fort après ça ». D'autres coureurs, cependant, ont été "détruits". Des cyclistes comme Dean Woods ont quant à eux défendu Walsh, soulignant ses résultats.
Le journaliste australien et ancien coureur Jonathan Lovelock a publié quelques jours après un article intitulé Le coût humain des médailles d'or-Les sombres secrets de l'époque Charlie Walsh dans lequel les coureurs comme Billy Shearsby, Darryn Hill et Robbie McEwen confirment les propos de McGrory. McEwen utilise une métaphore pour décrire ce qui se passait « Charlie jetait simplement les œufs au mur et les quatre qui ne cassaient pas formaient l'équipe ». Hill, dont le père Brian avait indiqué dans une interview en 1998 que les athlètes craignent Walsh raconte : « Je paie maintenant pour toute la m... que nous avons traversée… Il m'a fallu beaucoup de temps pour la surmonter ». Son père Brian évoque également en 1998 des faits de harcèlement sexuel dans l'équipe, en refusant de détailler.

## Palmarès sur route
- 1969
  - Austral Wheel Race

## Palmarès sur piste

### Six jours
- 1967 : Adélaïde (avec Sydney Patterson)
- 1968 : Whyalla (avec Keith Oliver)

## Distinctions
- Coach de l'année aux Australian Sport Awards : 1982, 1984, 1993 et 1994
- Temple de la renommée du cyclisme en Australie en 2015